# سیارک ۵۵۵۵
سیارک ۵۵۵۵ (به انگلیسی: 5555 Wimberly، نامگذاری:1986VF5) پنج هزار و پانصد و پنجاه و پنجمین سیارک کشف شده‌است که در ۵ نوامبر ۱۹۸۶ کشف شد.
قدر مطلق سیارک برابر ۱۲٫۱۰ است.